# Cesare Zacchi
Pour les articles homonymes, voir Zacchi.
Cesare Zacchi, né le 28 novembre 1914 et mort le 22 août 1991, est un prélat italien de l'Église catholique qui a travaillé dans le service diplomatique du Saint-Siège. Il représente l'Église et le Saint-Siège à Cuba (en) de 1967 à 1974, puis dirige l'Académie pontificale ecclésiastique, qui forme les diplomates du Vatican, de 1975 à 1985.

## Biographie
Cesare Zacchi est né le 28 novembre 1914 à Ortignano Raggiolo, en Italie. Il est ordonné prêtre le 17 octobre 1937.
Pour se préparer à une carrière diplomatique, il est entré à l'Académie ecclésiastique pontificale en 1948.
Il travaille dans les nonciatures apostoliques en Autriche (en), en Yougoslavie (en), en Colombie (en) et à Cuba (en). Il est conseiller à Cuba depuis 1969 lorsque le nonce, Luigi Centoz (en), est nommé à un poste à Rome le 5 juillet 1962. Avec la nomination de Zacchi comme chargé d'affaires par intérim de la nonciature à Cuba, le Vatican espère établir un modus vivendi sous le régime de Castro. Zacchi déclare : "Ma tâche principale est de réduire la méfiance entre le clergé cubain et le gouvernement.".
Le gouvernement cubain refuse de reconnaître les évêques catholiques à Cuba comme autre chose que des agents d'une entité étrangère ; il les ignorent donc et traite avec Zacchi, dont la position l'identifie comme le représentant du pape. Zacchi fait occasionnellement des remarques positives sur le régime pour obtenir un certain assouplissement des restrictions gouvernementales. Avec un certain succès, il exhorte les évêques à agir sans s'aliéner le gouvernement et à soutenir la collaboration avec les programmes gouvernementaux. Zacchi dit à un intervieweur : "Le catholique cubain doit devenir membre des organisations populaires de la société dans laquelle il vit." Il doit participer au travail bénévole, il doit rejoindre la milice ; il doit rejoindre des organisations sportives et culturelles. Il doit également participer activement au mouvement étudiant et aux organisations professionnelles. Cela produirait naturellement une influence mutuelle." .
Le 16 septembre 1967, le pape Paul VI le nommé évêque titulaire de Zella (de). Il reçoit sa consécration épiscopale à La Havane le 12 décembre 1967 de l'archevêque Emanuele Clarizio, et Fidel Castro assiste à la réception suivant la cérémonie.
Le 24 mai 1974, le pape Paul VI l'élève au rang d'archevêque titulaire de Maura (de) et le nomme nonce apostolique à Cuba (en). Zacchi présente ses lettres de créance au ministre cubain des Affaires étrangères Raúl Roa (es) le 20 décembre 1974.
Le 1er juin 1975, il est nommé président de l'Académie ecclésiastique pontificale. Il occupe ce poste jusqu'à la nomination de son successeur, Justin Francis Rigali, le 8 juin 1985.
Zacchi décède le 22 août 1991.